# Банкоцеттель

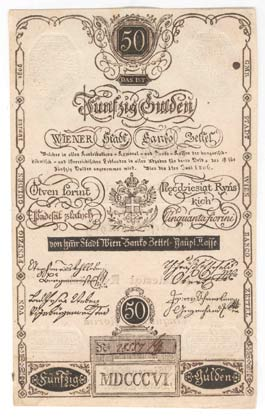
Банкоцеттель, 1806 рік

Банкоцеттель (нім. Bancozettel) — перші австрійські паперові гроші, які випускав Віденський міський банк із 1762 р. без примусового курсу. Обмінювали на срібні монети.
Наприкінці XVIII ст. їх обмін на срібло припинили, ввели примусовий курс. Емітували в необмеженій кількості для покриття дефіциту бюджету. Це призвело до значного їхнього знецінення стосовно монет, які карбували раніше. У 1811 році через девальвацію вартість банкоцеттелів зменшили до 1/5 їхнього номіналу, їх замінили новими паперовими грішми — обмінними білетами (інша назва — «віденською валютою»). Перебували в грошовому обігу Австрійської монархії з 1796 по 1811 рік.